# Antoni Guinart
Antoni Guinart (segle xviii) fou un dels primers músics obtentors del benefici de Sant Miquel de la basílica de Santa Maria de Castelló d'Empúries.